# Ramzi Maqdisi
Ramzi Maqdisi (àrab: رمزي مقدسي, Ramzī Maqdisī) (Jerusalem, Palestina, 1980) és un actor i director de teatre i cine palestí format a Barcelona i que és conegut arreu del món per Caça de fantasmes (pel·lícula), La pedra de Salomó (Solomon's Stone), Sota el cel, Omar (pel·lícula), L'atemptat (The Attack) i Al-hob wa al-sariqa wa mashakel ukhra (Love,Theft and Other Entanglements). És fundador del projecte creatiu multidisciplinari Quds Art Films, nascut de les cendres de la ràdio independent Veu d'Alquds, que va dirigir fins que el 2002 l'emissora va ser bombardejada.
Durant la seva trajectòria participa en nombrosos festivals de cinema internacional, i a la VIII Mostra de cinema àrab i mediterrani de Catalunya Maqdisi és el convidat especial de l'edició en què el país protagonista és Palestina.
El 2015 obtingué la Pedra de Salomó (Solomon's Stone), un premi de l'Audiència al Millor Curtmetratge en el Festival de Cinema Àrab Mizna's Twin Cities dels Estats Units

## Filmografia principal
Ramzi Maqdisi ha treballat com a actor i director en moltes obres de teatre i pel·lícules.
| - 2007: Darrere del mur, director - 2008: Miratge, director i protagonista - 2010: La platja vermella, director - 2012: L'atemptat de Ziad Doueri (Líban). Interpreta el paper del cura - 2012: Sota el cel, director - 2013: Omar de Hani Abu Assad (Palestina) i nominada a l'Oscar a la millor pel·lícula de parla no anglesa. Interpreta el paper de Muhsen Taha - 2014: Love, Theft and Other Entanglements de Muayad Alayan (Palestina). Interpreta el paper de Kamal - 2014: Defying my disability, director - 2015: La pedra de Salomó, director i actor principal (Hussein) - 2017: Caça de Fantasmes (Ghost Hunting) de Raed Andoni (França – Palestina). Interpreta el paper d'Abu Atta - 2017: Writing on snow de Rashid Masharawi (Tunísia – Palestina). Interpreta el paper de l'home ferit - 2018: Le jeu de l'homme d'Aurélien Lambert (França). Interpreta el paper de refugiat | - 1999: Home i màscares, d'Al-Jawal Teatre, Jerusalem. - 2000: Abu Munir Abed Raboh, del Teatre Nacional Palestí, Jerusalem - 2001: Al ma’tohan, d'A-sharea' Teatre i direcció de Ramzi Maqdisi, Jerusalem - 2005: Mural, de Mahmud Darwix i direcció d'Amir Nizar, Jerusalem - 2006: Maduresa, de Ramzi Maqdisi i Al Quds Teatre, Barcelona - 2007: Les portes del cel, de Josep Pere Peyró, La Invenció Teatre, Barcelona - 2011: Martin Luther King a Palestina, de Kamel El Basha, Teatre Nacional Palestí, Jerusalem - 2014: Sleeping Beauty Insomnia de Ramzi Maqdisi, Quds Art i Teatre Nacional Palestí, Jerusalem |

## Festivals
- 2016: Festival Cinéma Méditerranéen Montpellier[28]
- 2016: Palestine Film Festival Chicago[29]
- 2016: Festival Internacional de Cine Latino Árabe LATINARAB[30]
- 2016: Festival Venagua[31]
- 2015: Boston Palestine Film Festival[32]
- 2015: Festival de Cinema Àrab Mizna's Twin Cities dels Estats Units[33]
- 2014: Mostra de Cinema Àrab i Mediterrani de Catalunya[34]
- 2006: Images of the Middle East Festival, Dinamarca[35]
- 2005: Festival Internacional de Teatre Entrecultures de Tortosa[36]
- 2004: Festival Internacional de Teatre Entrecultures de Tortosa[37]
- 2003: Jordan International Theatre Festival (Amman)